# ロビン (リングアナウンサー)
ロビンは、日本のプロレスのリングアナウンサー、ラジオパーソナリティ。
村井 ロビン（むらい - ）の名前でも活動している。

## 経歴
サーカスパフォーマーとして空中ブランコチームに所属し、世界各国にてサーカスショーに出演していた。
また、かつてはシンガポールとFM新潟でラジオパーソナリティをしていた。
2015年頃から新日本プロレスでの英語実況やイベントの司会などを担当している。